# Каяфа Олег Олексійович
Олег Олексійович Каяфа (нар. 4 квітня 1989) — український легкоатлет, який спеціалізується в бігу на середні дистанції, багаторазовий чемпіон та призер національних першостей у дисциплінах бігу на середні дистанції.
Навчався у Кам'янець-Подільському національному університеті імені Івана Огієнка.
На національних змаганнях представляє Київську область (до 2018 — Хмельницьку область).

## Основні міжнародні виступи
| Рік  | Змагання                      | Місто      | Місце | Дисципліна       | Примітки |
| ---- | ----------------------------- | ---------- | ----- | ---------------- | -------- |
| 2011 | Командний чемпіонат Європи    | Стокгольм  | ф8    | 800 м            |          |
| 2011 | Чемпіонат Європи серед молоді | Острава    | 2заб4 | 800 м            |          |
| 2011 | 1забDNF                       | 4×400 м    |       |                  |          |
| 2012 | Чемпіонат Європи              | Гельсінкі  | 2пф7  | 800 м            |          |
| 2014 | Командний чемпіонат Європи    | Брауншвейг | ф9    | 800 м            |          |
| 2019 | Командний чемпіонат Європи    | Бидгощ     | ф9    | 1500 м           |          |
| 2019 | Чемпіонат Європи з кросу      | Лісабон    | ф11   | змішана естафета |          |